# Norman St. John
Norman St. John dit « Lechero » est un personnage de fiction de la série télévisée américaine Prison Break. Interprété par Robert Wisdom, il apparaît dans le premier épisode de la saison 3.

## Biographie de fiction
Né Norman St. John, il est le fils d'une femme de ménage qui travaillait pour une famille fortunée. Son surnom lui vient du fait qu'il s'est déguisé en livreur de lait (« Lechero » en espagnol puisqu'il est panaméen) afin de venger sa mère qui avait été violée par son employeur. Ainsi déguisé, il avait pu approcher l'homme issu d'une famille riche et puissante, ce qui lui aurait été impossible autrement à cause de son statut d'immigré.

### Rôle à Sona
Lechero est le « gérant » du pénitencier de Sona. À la suite de la fuite des gardiens, il s'est imposé comme le chef et tout ce qui a rapport avec l'ordre à l'intérieur de la prison passe par lui. Il est le seul à être autorisé à traiter directement avec le Colonel, qui gère officiellement le pénitencier et leurs gardiens (de l'extérieur). Avec ses « lieutenants » (auxquels se joindra T-Bag par la suite), il fait respecter l'ordre et organise des duels à mort lorsque deux prisonniers sont en conflit, avec pour seule et unique règle : « aucune arme ».
Il dispose d'un confort inégalé dans la prison puisqu'il dispose d'un poste de télévision, d'un ventilateur, d'une cafetière et d'un téléphone. Sa cellule ressemble plus à un appartement et il reçoit régulièrement la visite d'une prostituée qui se fait passer pour une nonne afin d'entrer dans l'enceinte de la prison. Ce confort sera d'ailleurs ce qui a failli causer sa perte lorsque l'eau a été coupée dans la prison. Un prisonnier a essayé de monter les autres contre Lechero sous le prétexte que dans sa cellule confortable, il ne se souciait pas que les autres meurent de faim ou de soif.par la suite ce prisonnier finira noyé par lechero et son frère de sang Sammy pour montrer aux autres détenus qu’ils dirigent toujours la prison par le sang et ainsi ils continuent à instaurer un climat de peur pour conserver leurs privilèges.
Au début de la saison 3, il se montre très hostile et méfiant à l'égard de Michael Scofield. D'ailleurs, il essayera de s'en débarrasser grâce à un duel monté de toutes pièces, duquel Michael sortira vivant grâce à Mahone. Par la suite, Lechero est très reconnaissant envers Michael qui l'a sauvé en rétablissant la circulation de l'eau et lui attribue de plus en plus de privilèges.
Au fil des épisodes, son autorité est de plus en plus remise en cause. Il est certain qu'il y a des traitres au sein même de son clan qui sont en train de lui voler de l'argent et fait alors appel à T-Bag pour trouver l'identité du traître. Lorsqu'il se rend compte que l'un de ses hommes lui vole des cigares, il le tue afin de donner l'exemple sans que cela ne semble lui suffire. Il demande alors à Michael de l'intégrer dans son plan d'évasion car il n'a quasiment plus d'influence dans la prison. Sammy, le bras droit de Lechero, verra d'un mauvais œil son rapprochement avec Scofield. Peu après, Sammy recevra un revolver dans sa prison afin d'en prendre le contrôle. Il évincera Lechero sous le pretexte qu'il n'est plus que l'esclave de Michael. Lorsque Sammy, retrouvera Michael dans le tunnel, il mourra à la suite de l'écroulement provoqué par Michael. Lechero récupère donc sa place de chef et reprend son évasion. 
Lorsque le soir de l'évasion arrive, Lechero, Bellick et T-Bag se font attraper par les soldats panaméens, comme prévu dans le plan de Michael. Lechero essaiera tout de même de s'évader et se fait tirer dessus. C'est gravement blessé qu'il est réintroduit dans la prison. Lors du 13e épisode, Lechero perdra tout contrôle sur Sona, étant blessé il ne peut plus régner. T-Bag décide alors de le tuer pour prendre sa place de leader en l'étouffant avec un coussin avant de redistribuer une partie des 50 000 dollars à tous les prisonniers établissant alors une notion d'égalité entre tous.